# Polartorvblomfluga
Polartorvblomfluga (Sericomyia jakutica) är en tvåvingeart som först beskrevs av Stackelberg 1927.  Polartorvblomfluga ingår i släktet torvblomflugor, och familjen blomflugor. Enligt den finländska rödlistan är arten otillräckligt studerad i Finland. Arten är reproducerande i Sverige. Artens livsmiljö är strandängar vid sötvatten. Inga underarter finns listade i Catalogue of Life.